# Семі Зейн
Рамі Себей (англ. Rami Sebei, нар. 12 липня 1984, Лаваль, Квебек) — канадський реслер, в даний момент виступає у WWE під ім'ям Семі Зейн (англ. Sami Zayn) і представляє бренд RAW.
До приходу в WWE Себей виступав у Ring of Honor під ім'ям Ель Дженеріко (англ. El Generico), використовуючи персонаж лучадора з Мексики з коронною фразою "Оле!". Він виступав у масці з моменту свого дебюту у 2002 році до 2013 року. Після підписання контракту з WWE він почав виступати без маски, зрештою виграв титул чемпіона NXT, перебуваючи на бренді NXT, а після переходу в основний ростер став триразовим інтерконтинентальним чемпіоном WWE. Починаючи з 2022 року, популярність Себея серед фанатів почала стрімко зростати завдяки його високо оціненій критиками роботі над сюжетом із The Bloodline.
Себей досяг великих успіхів у Pro Wrestling Guerrilla (PWG), ставши дворазовим чемпіоном світу PWG і п'ятикратним командним чемпіоном світу. Він єдина людина, яка виграла обидва щорічні турніри PWG — командний турнір Dynamite Duumvirate у 2010 році та Battle of Los Angeles у 2011 році. Він також володів титулом телевізійного чемпіона світу ROH та титулом командного чемпіона світу ROH у команді з Кевіном Стіном, з яким згодом отримав нагороду «Ворожність року» (2010) від Wrestling Observer Newsletter. Він також є дворазовим чемпіоном світу у важкій вазі IWS у монреальській організації International Wrestling Syndicate (IWS). Виступаючи на міжнародному рівні, він виграв об'єднаний титул чемпіона світу з рестлінгу wXw у Німеччині та титул чемпіона KO-D у відкритій вазі у DDT Pro-Wrestling у Японії.

## Раннє життя
Рамі Себей народився 12 липня 1984 року в Лавалі, Квебек. Обидва його батьки — сирійські іммігранти до Канади, які переїхали з Хомса у 1970-х роках.

## Кар'єра в реслінгу
Дебют та International Wrestling Syndicate (2002—2009)
Себей тренувався у Джеррі Тьюта та Савіо Вегі[9] і дебютував у рестлінгу в березні 2002 року в промоції FLQ у Квебеку під ім'ям Стіві Макфлай[10]. 14 липня 2002 року як Ель Дженеріко він дебютував у International Wrestling Syndicate (IWS) на шоу Scarred For Life, здобувши перемогу по відліку[11]. 18 жовтня 2003 року на шоу Blood, Sweat and Beers Дженеріко програв Карлу Велле у тристоронньому матчі, в якому також брав участь Кевін Стін. 15 листопада на Payback's A Bitch Ель Дженеріко переміг Кевіна Стіна в їхньому першому в історії одиночному матчі один проти одного[12]. 15 червня 2004 року відбулося ювілейне шоу, на якому Дженеріко переміг Уелле у титульному матчі за свій перший титул чемпіона світу IWS у важкій вазі, який пізніше програв Стіну.
Виступи в Японії (2007-2009, 2011-2012)
Дженеріко подорожував Японією влітку 2007 року, де виступав у промоції Dragon Gate. Він повернувся до Японії у липні 2008 року, де був оголошений, як студент з обміну у угрупуванні Тодзава-Дзюку. У жовтні 2009 року Ель Дженеріко провів свій третій тур у Dragon Gate і виступав там як член угрупування Камікадзе.
На початку 2011 року, Ель Дженеріко почав здійснювати напіврегулярні виступи в японському промоції Union Pro Wrestling, здійснивши свій дебют 3 січня, здобувши перемогу над Сіньїтіро Томінагою. 19 вересня Ель Дженеріко виграв свій перший титул у Японії DDT Extreme Division Championship, перемігши Ісамі Кодаку. Після успішних титульних захистів проти Сюдзі Ісікави та Сансіро Такагі, він програв титул Кодаці третього січня 2012 року. Ель Дженеріко також зробив кілька появ для дочірнього Union Pro Wrestling промоції DDT Pro-Wrestling. Найпомітнішою його перемогою там була перемога над Котою Ібусі, коли другий повернувся після травми плеча 4 травня 2012 року. 30 вересня Ель Дженеріко переміг Коту Ібусі та виграв титул KO-D Openweight Championship. 23 вересня Дженеріко програв його у третьому захисті проти Кенні Омеги.
Інші організації
Ель Дженеріко двічі виступав у російській Незалежній федерації реслінгу (НФР) — у 2011 та 2012 роках. У лютому 2011 року Ель Дженеріко переміг Івана Маркова після свого коронного «Брейнбастера в тернбакл». Повернувся Дженеріко до Москви вже на головне шоу НФР "Ресліада 2012". Там він знову зустрівся з «Локомотивом» Іваном Марковим, але цього разу програв після коронного прийому Івана – «Локобомби».
WWE
Чемпіон NXT (2013-2015)
9 січня 2013 було повідомлено про підписання контракту реслера з WWE. Наступного дня стало відомо, що Себей має усну угоду з WWE про те, що контракт буде підписаний, якщо реслер пройде необхідні медичні тести. 30 січня було повідомлено, що Себей пройшов медичні тести та отримав контракт із WWE. 13 лютого Себей зробив свій дебют на підготовчому майданчику WWE NXT, він з'явився у своєму звичному образі в масці і станцював з Бродусом Клеєм та Анею, після чого був присутній у кутку Бродуса в його матчі проти Конора О'Брайана. Свій перший бій у NXT він провів 7 березня, де виступив під своїм справжнім ім'ям у командному матчі з Кассіусом Воно проти Еріка Роуена та Люка Харпера. 21 березня Себей став виступати під ім'ям Самі Зейн, перемігши Брайлі Пірса в темному матчі перед записами шоу NXT.
Перехід в основний ростер (2015-2017)
На епізоді Raw від 4 травня Брет Харт представив Зейна як суперника Джона Сини у щотижневому відкритому виклику за звання чемпіона Сполучених Штатів, який відбудеться у його рідному місті Монреалі[29]. Натовп віддавав велику перевагу Зейну перед Сіною, але зрештою він програв матч. Після матчу Сіна дозволив Зейну вийти на ринг під бурхливі овації глядачів після матчу. Проте Зейн пошкодив плече перед матчем та пройшов МРТ для подальшого лікування.
NXT TakeOver: Unstoppable 20 травня матч-реванш за чемпіонство NXT проти Кевіна Оуенса, який закінчився без результату, коли Зейн не зміг продовжити матч. Оуенс продовжував нападати на Зейна, поки Самоа Джо, що дебютував, не врятував його. Після семимісячної перерви Зейн повернувся після травми в епізоді NXT 23 грудня (записано на шоу NXT TakeOver: London 16 грудня) та переміг Тая Діллінджера. Зейн переміг Сінсуке Накамуру в дебютному матчі останнього на NXT TakeOver: Dallas 1 квітня, після чого обом влаштували овацію, а коли Накамура залишив ринг, він залишився прощатися з фанатами NXT, що означало його останню появу в NXT.
24 січня 2016 року на Royal Rumble Зейн брав участь у матчі «Королівська битва», увійшовши до нього під номером 20, усунувши Кевіна Оуенса, після чого був викинутий Броном Строуменом. В епізоді Raw від 7 березня Зейн несподівано повернувся до основного ростера і напав на Оуенса, який намагався напасти на Невілла після їхнього матчу. Це призвело до командного матчу на SmackDown, у якому Зейн та Невіл перемогли Оуенса та Міза. Зейн продовжував здобувати перемоги над такими суперниками, як Міз та Стардаст. На WrestleMania 32 3 квітня Зейн воював з Оуенсом, Дольфом Зігглером, Мізом, Стардастом, Сін Карою та Заком Райдером у матчі за інтерконтинентальне чемпіонство WWE, який виграв Райдер. На епізоді Raw від 4 квітня Зейн повинен був брати участь у чотиристоронньому матчі проти Оуенса, Ей Джей Стайлза та Кріса Джеріко, щоб визначити претендента номер один на звання чемпіона світу WWE у важкій вазі, але на нього напав Оуенс, і він був замінений Сезаро, який повернувся. Через дії Оуенса Шейн Макмен надав Зейну ще одну можливість стати претендентом номер один на епізоді Raw від 11 квітня, запропонувавши йому зустрітися зі Стайлз, який виграв матч претендентів за тиждень до цього, але Зейн програв Стайлзу . На епізоді Raw від 18 квітня Макмен призначив матч між Зейном та Оуенсом на Payback 1 травня, який Оуенс виграв. В епізоді Raw від 9 травня Зейн переміг Міза та потрапив у чотиристоронній матч за інтерконтинентальне чемпіонство на Extreme Rules 22 травня, але Міз зберіг титул. В епізоді Raw від 23 травня Зейн переміг Шимуса, щоб здобути право на участь у матчі Money in the Bank, але на однойменному шоу 19 червня це не вдалося перемогти, оскільки кейс зняв Дін Емброуз. 19 липня на драфті WWE 2016 Зейн був обраний на Raw. На Battleground 24 липня Зейн переміг Оуенса.
На SummerSlam 21 серпня Зейн та Невіл перемогли «Братів Дадлі» на попередньому шоу. В епізоді Raw від 12 вересня Зейн з'явився в сегменті Highlight Reel Кріса Джеріко, де Джеріко напав на нього, що призвело до матчу на Clash of Champions 25 вересня, який виграв Джеріко. В епізоді Raw від 17 жовтня Зейн почав ворожнечу з Броном Строуменом після того, як завадив йому протистояти генеральному менеджеру Raw Міку Фолі. В епізоді Raw від 31 жовтня Зейн брав участь у баттл-роял, щоб потрапити до команди Raw на Survivor Series, але останнім був викинутий Строуменом. В епізоді SmackDown Live від 1 листопада інтерконтинентальний чемпіон Дольф Зігглер залишив відкритий виклик будь-якому рестлеру з бренду Raw. Наступного тижня Зейн заявив, що Мік Фолі хотів, щоб він зустрівся з Зігглером, але розпорядник Стефані Макмен, яка віддавала перевагу Русєву, змусила Зейна зустрітися з Русєвим, переможець матчу мав зустрітися з Зігглером за титул; Зейн переміг Русєва та отримав титульний матч. В епізоді SmackDown Live від 15 листопада Міз переміг Зігглера в матчі за чемпіонський титул, і Зейн натомість зустрівся з Мізом за інтерконтинентальне чемпіонство на Survivor Series 20 листопада, де Зейн програв. В епізоді Raw від 21 листопада Мік Фолі наказав Зейну брати участь у матчі з Броном Строуменом як покарання за те, що він не приніс інтерконтинентальне чемпіонство на Raw; Строумен напав на Зейна перед матчем та атакував його, поки Фолі не вийшов, щоб зупинити матч. В епізоді Raw від 28 листопада, під час матчу Строумена, Зейн напав на Строумена, що призвело до бійки між ним і Фолі. В епізоді Raw від 12 грудня, після того, як Зейн переміг Джіндера Махала, він відмовився переходити на SmackDown і захотів провести матч зі Строуменом. Матч був призначений на Roadblock: End of the Line 18 грудня з лімітом часу 10 хвилин, який виграв Зейн, протримавшись 10 хвилин. На епізоді Raw від 2 січня 2017 року Зейн програв Строуману в матчі «Останній живий», поклавши край ворожнечі.
Команда з Кевіном Оуенсом (2017-2019)
11 квітня 2017 року Самі Зейн перейшов на бренд SmackDown. Наприкінці матчу на Hell in a Cell між Кевіном Оуенсом і Шейном Макменом з'явився Самі Зейн, і врятував Кевіна Оуенса від Шейна Макмена, що летить на нього з вершини клітини, і потім перетягнув Оуенса на Шейна для утримання.
На Clash of Champions 2017 Самі Зейн та Кевін Оуенс зійшлися з Ренді Ортоном та Сінсуке Накамурою у матчі з двома спеціальними рефері в особі Шейна Макмена та Деніела Брайана, а також з умовою якщо Самі Зейн та Кевін Оуенс програють то вони. Оуенс та Зейн вийшли з матчу переможцями, тим самим вони зберегли роботу у WWE.
12 грудня 2017 року Самі Зейн та Кевін Оуенс створили рух «YEP».
28 січня 2018 року на Royal Rumble 2018 Самі Зейн та Кевін Оуенс не змогли перемогти Ей Джей Стаілза у матчі з гандикапом за титул Чемпіона WWE.
16 квітня 2018 року разом із Кевіном Оуенсом перейшов на бренд RAW. Після переходу Самі з Оуенсом почали ворожнечу проти Брона Строумана та Боббі Лешлі та на Backlash 2018 програли їм у командному матчі. Після Самі почав сам протистояти Боббі Лешлі, програв йому на Money In The Bank 2018 і пішов заліковувати травми обертальних манжет плечей.
Інтерконтинентальний чемпіон (2019-2022)
У березні 2020 року він здолав Брона Строумена та став новим Інтерконтинентальним чемпіоном WWE. Зейн успішно захистив своє чемпіонство на Wrestlemania 36, але потім скористався можливістю не виступати на щотижневих шоу у зв'язку з пандемією коронавірусу. Керівництво WWE позбавило його титулу та влаштувало міні-турнір за пояс.
У 2021 році його образ змінився у бік схибленого теоретика змови, який вірив, що боси WWE стримують його, і незабаром він відновив ворожнечу з Оуенсом. Зейн програв Оуенсу у другий вечір WrestleMania 37 11 квітня, але переміг його у матчі-реванші на Hell in a Cell 20 червня. В епізоді SmackDown від 2 липня Зейн не пройшов кваліфікацію в чоловічий матч Money in the Bank на однойменному шоу, програвши Оуенсу в матчі «Останній живий», що поклало край їхньому суперництву.
На епізоді SmackDown від 7 січня 2022 року Зейн вступив у ворожнечу з Джонні Ноксвіллом після того, як Ноксвілл оголосив, що братиме участь у матчі «Королівська битва». На Royal Rumble 29 січня Зейн увійшов у матч під номером 8, усунувши Ноксвілла до того, як його усунув Ей Джей Стайлз. В епізоді SmackDown від 18 лютого Зейн переміг Сінсуке Накамуру та виграв інтерконтинентальне чемпіонство втретє у своїй кар'єрі. В епізоді SmackDown від 4 березня Зейн програв титул Рікошету після втручання Ноксвілл, завершивши своє чемпіонство в 21 день (WWE визнала його 13-денним). Після цього Зейн кинув виклик Ноксвіллу на матч на WrestleMania 38, який незабаром був офіційно оголошений. Наступного тижня Зейн не зміг відвоювати інтерконтинентальне чемпіонство у Рікошета у матчі-реванші. В епізоді SmackDown від 18 березня Зейн додав до їхнього матчу умову «Все, що завгодно», після чого Ноксвілл прийняв виклик. Другого вечора WrestleMania 38 3 квітня Зейн програв Ноксвіллу після того, як у матч втрутилися його колеги з «Чудаків».
Сюжет із The Bloodline (з 2022)
Відчувши, що він втратив повагу та авторитет у роздягальні, починаючи з епізоду SmackDown від 22 квітня, Зейн спробував домогтися розташування The Bloodline, угруповання, яке очолював Роман Рейнс. На епізоді SmackDown від 27 травня, після того, як Зейн кілька разів допоміг угрупованню, він був визнаний «почесним Усо» і став соратником групи. В епізоді SmackDown від 24 червня Зейн переміг Сінсуке Накамуру, щоб отримати право на участь у матчі Money in the Bank. На однойменному заході 2 липня Зейн не зміг перемогти, оскільки матч виграв Тіорі. В епізоді SmackDown від 19 серпня він брав участь у матчі для визначення першого претендента на інтерконтинентальне чемпіонство, який виграв Шеймус.
У наступні тижні напруженість між Зейном та Джеєм Усо, ще одним членом The Bloodline, посилилася, оскільки Джей не довіряв Зейну, і вони постійно конфліктували. На епізоді SmackDown від 23 вересня Рейнс оголосив Зейна офіційним «почесним Усо». На Survivor Series WarGames Зейн разом з The Bloodline переміг команду Дрю Макінтайра, Кевіна Оуенса і «Брут, що б'ються» (Шеймус, Бутч і Рідж Холланд) у матчі WarGames. Після матчу, коли Зейн продемонстрував свою лояльність угрупованню, завдавши Оуенсу удару нижче пояса, Джей остаточно прийняв Зейна до складу The Bloodline, і угруповання відсвяткувало цю подію[78]. У січні 2023 року Зейн вступив у конфлікт із The Bloodline, внаслідок чого на Raw is XXX відбувся суд племені, на якому Зейн був визнаний «поки що невинним» у зраді The Bloodline.
На Royal Rumble Рейнс наказав решті членів The Bloodline побити Оуенса після матчу, але Зейн відмовився приєднатися до побиття і в результаті вдарив Рейнса стільцем, внаслідок чого все угрупування (за винятком Джей) напало на Зейна, перетворивши його на фейса вперше з 2017 року. На епізоді SmackDown від 3 лютого Зейн напав на Рейнса та викликав його на матч за незаперечне чемпіонство Всесвіту WWE на Elimination Chamber, який Рейнс прийняв. На шоу 18 лютого Зейн не зміг виграти титули у Рейнса.
На Raw від 20 березня 2023 року Зейн разом з Кевіном Оуенсом з яким вони нещодавно помирилися і об'єдналися в команду, кинули виклик незаперечним командним чемпіонам WWE Братам Усо, чемпіони прийняли виклик, матч відбувся на WrestleMania 39 і став головною подією. В результаті Зейн та Оуенс стали новими незаперечними командними чемпіонами.

## Особисте життя
Себей відомий тим, що замовчує своє особисте життя. Він одружений з Хадіже Себей і має дитину. Він мусульманин і веган, вільно володіє англійською, арабською та французькою мовами. Себей також є найкращим другом рестлера Кевіна Стіна, більш відомого у WWE як Кевін Оуенс. Їхня дружба була добре задокументована і почалася ще 2002 року.
У липні 2017 року Себей створив фонд «Самі для Сирії» для підтримки Сирійського американського медичного товариства.

## Відзнаки і титули
- Association de Lutte Féminine
  - Меморіальний турнір на кубок Шеррі (2007) — з ЛуФісто
- Britannia Wrestling Promotions
  - Чемпіон світу PWI:BWP у проміжній вазі (1 раз)
- Chikara
  - Rey de Voladores (2011)
- Dramatic Dream Team
  - Чемпіон KO-D у відкритій вазі (1 раз)
  - Премія найкращому іноземцю (2012)
- Elite Wrestling Revolution
  - Турнір «Еліт 8» (2004)
- GBG Wrestling
  - Чемпіон GBG у важкій вазі (1 раз)
- International Wrestling Syndicate
  - Чемпіон IWS у важкій вазі (2 рази)
  - Командний чемпіон IWS (1 раз) — з Твіггі
- North Shore Pro Wrestling
  - Чемпіон NSPW (1 раз)
- Pro Wrestling Guerrilla
  - Чемпіон світу PWG (2 рази)
  - Командний чемпіон світу PWG (5 разів) — з Людиною-торнадо (1), Ртуттю (1), Кевіном Стіном (2) та Полом Лондоном (1)
  - Battle of Los Angeles (2011)
  - Командний турнір "Динаміт Дуумвірат" (2010) — з Полом Лондоном
- Pro Wrestling Illustrated
  - Угруповання року (2022) — The Bloodline
  - № 23 у топ 500 рестлерів у рейтингу PWI 500 у 2015
- Pro Wrestling Prestige
  - Чемпіон PWP у важкій вазі (1 раз)
- Puerto Rico Wrestling Association
  - Карибський чемпіон PRWA (1 раз)
- WWE
  - Інтерконтинентальний чемпіон WWE (4
  - рази)
  - Чемпіон NXT (1 раз)
  - Slammy Award - Суперзірка року NXT (2014)
  - Командний чемпіон WWE Raw (1 раз) — з Кевіном Оуенсом
  - Командний чемпіон WWE SmackDown (1 раз) — з Кевіном Оуенсом